# Maya Eshet
Maya Eshet est une actrice Israélienne. 

## Filmographie

### Cinéma
- 2003 : Shiur Moledet : Avdei Hashem : Tamar
- 2015 : Bro, What Happened? : Pilar
- 2017 : To the Bone : Pearl
- 2017 : Flower : Claudine[1]
- 2017 : Keep Watching : La Guêpe
- 2018 : Dead Women Walking : Becky

### Télévision
- 2013 : My Boring Life : Nora (3 épisodes)
- 2014 : Kroll Show : un des membres
- 2014–2016 : Teen Wolf : Meredith Walker (10 épisodes)
- 2015 : Man Seeking Woman : Unkluk'tu
- 2017 : Scandal : Gladiator Wanted : Jordan (2 épisodes)
- 2018 : Love : une fille
- 2018 : Nightflyers : Lommie (10 épisodes)[2]
- 2020 : Star Trek: Picard : Index
- 2020 : All Rise : Lee Ann Moss
- 2023 : The Idol (6 épisodes)[3]
- Fear the walking dead

#### Téléfilms
- 2021 : Red Bird Lane : Dee